# Sodapanna

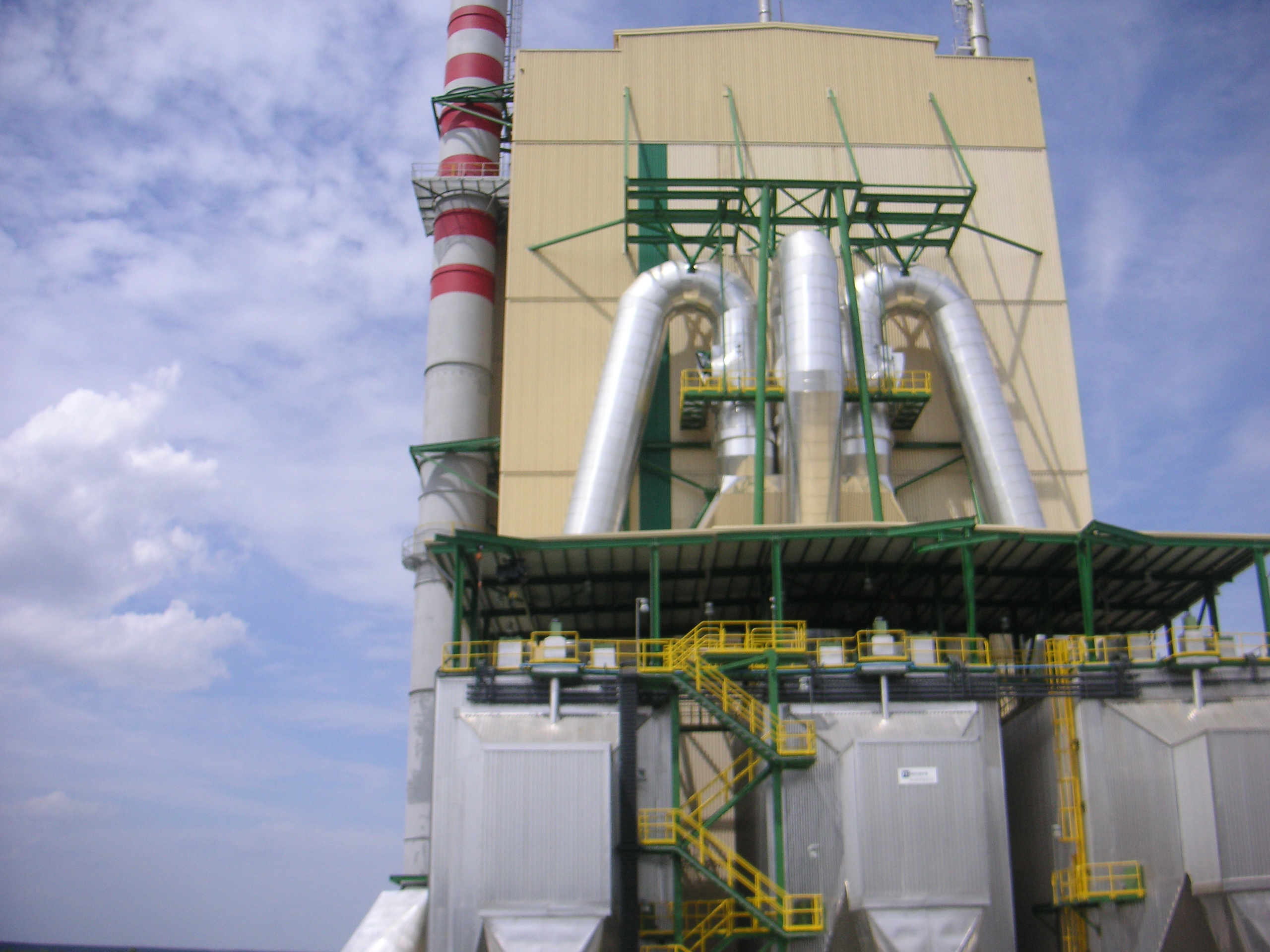
Sodapanna i massafabriken CPMPC Santa Fe i Chile.

Sodapannor förekommer i sulfatmassafabriker och används för att förbränna indunstad svartlut eller tjocklut vid en torrhalt över 65%. Svartluten innehåller dels oorganiska ämnen som härrör från kokluten eller vitluten, dels organiska ämnen från veden. Sodapannan ingår i massabrukens kemikaliecykel (omfattande indunstningen, sodapannan, grönlutshanteringen, kausticeringen och mesaombränningen i mesaugnen, vitlutshanteringen) för återvinning av de förbrukade kokkemikalierna. 
De oorganiska ämnena erhålles i sodapannan som en smälta i botten. Smältan innehåller i huvudsak natriumkarbonat och natriumsulfid. För att erhålla natriumsulfid i stället för det oxiderade ämnet natriumsulfat krävs att den primära förbränningen äger rum i reducerande miljö (med underskott av syrgas). Smältan löses i den så kallade smältlösaren och bildar härvid den så kallade grönluten. Grönlut kausticeras eller omvandlas i sulfatmassafabrikerna till vitlut, som används som kokvätska för att bryta ner och lösa ut i huvudsak ligninet ur veden.
De organiska ämnena från veden, i huvudsak lignin och hemicellulosor, förbränns i sodapannan till koldioxid och vattenånga och ger värme som i pannan utnyttjas för generering av ånga. Ångan genereras vid högt tryck, oftast över 6 MPa. Denna högtrycksånga utnyttjas genom ångturbiner, så kallade mottrycksturbiner, för elkraftsgenerering, varvid ångans tryck sänks till ca 1,2 respektive 0,4 MPa beroende på de uppvärmningsbehov man har i fabriken för olika processer.
Nya tekniker med svartlutsförgasning är under utveckling med målet att i framtiden kunna komplettera eller ersätta sodapannor. Svartlutsförgasning bedöms kunna ge betydligt högre elkraftsproduktion än mottryckskraftsgenereringen.